# 所罗门·阿希
所罗门·阿希（Solomon Eliot Asch，1907年9月14日—1996年2月20日）是一位世界知名的美国格式塔心理学家和社会心理学的先驱。

## 生平
1907年9月14日出生在俄罗斯帝国统治下的华沙，1920年移民到美国。1928年，他获得纽约市立学院的学士学位。1930年获得哥伦比亚大学的硕士学位，1932年又获得该校的哲学博士学位。他在史丹佛大學斯沃斯摩学院担任心理学教授长达19年之久，与沃尔夫冈·苛勒等心理学家共事。
1950年代，所罗门·阿希进行了阿希从众实验，表明了人在社会压力下会说出明显错误的答案，阿希也因而广为人知。
他与赫尔曼·威特金合作，发现了认知风格理论的许多思想。
他也启发了有争议的心理学家斯坦利·米爾格拉姆，在哈佛大学指导他获得博士学位。

## 著名贡献
- 阿希从众实验